# 507 a.C.

## Eventos
- Públio Valério Publícola (pela terceira vez) e Marco Horácio Pulvilo (pela segunda vez), cônsules romanos.[1]
- Porsena, rei etrusco de Clusio, tenta conquistar Roma para repor Tarquínio, o Soberbo, como rei, mas desiste da guerra diante da coragem de Caio Múcio Cévola, e faz a paz com os romanos.[2][3][Nota 1]